# Floresta do Cedro Gouraud
A floresta do cedro Gouraud é uma área florestal povoada de cedros do Atlas situada na cordilheira do Médio Atlas, no norte de Marrocos, a leste de Azrou. Deve o seu nome a um enorme cedro a que foi dado o nome do general francês Henri Joseph Eugène Gouraud (1867–1946), que o descobriu entre 1912 e 1914, quando era vice-comandante das forças francesas que institíram o Protetorado Francês de Marrocos e que ficou impressionado pelas suas dimensões.
O cedro encontra-se 9 km a leste de Azrou, 20 km a sul de Ifrane e 90 km a sul de Fez. Diz-se que terá entre 800 e 900 anos, e que por isso é o mais antigo cedro do Atlas do mundo. Tem 35 metros de altura, o tronco tem 10 m de perímetro e o que era a copa tinha uma característica forma de candelabro. Está morto desde 2003, mas é mantido de pé.
O cedro e a área em volta é um ponto turístico popular, onde há algumas lojas de turistas e são organizados passeios em burros ou a pé para ver a floresta e os relativamente numerosos macacos-de-gibraltar (ou da Barbaria, Macaca sylvanus). Estes são uma espécie ameaçada, e os desta área habituaram-se a pedir e roubar comida aos turistas. As árvores são muito afetadas por pragas de larvas processionárias (Thaumetopoea pityocampa). A floresta em geral e sofrem também com a o excesso de pastoreio e pela exploração de mel selvagem, cuja extração envolve fazer fogo junto aos troncos dos cedros.
A acreditar em algumas histórias cuja fiabilidade é difícil de averiguar, o que está marcado como o cedro de Gouraud não é o "original". Na verdade, há vários cedros com dimensões semelhantes e alguns dizem que a tabuleta era mudada pelos macacos. Há também uma história segundo a qual o "verdadeiro" cedro de Gouraud teria caída no virar do século XX para o século XXI e que teria então 1 080 anos. Há ainda quem diga que nas imediações haveria um outro cedro monumental batizado com o nome do comandante de Gouraud, Hubert Lyautey.